# Kelet-Timor zászlaja
Kelet-Timor zászlaja sötétvörös színű, a rúdrészen egy fekete háromszög takar egy sárga háromszöget, amelynek csúcsa a zászló feléig ér. A fekete háromszögön egy ötágú fehér csillagot helyeztek el, amelynek egyik csúcsa a zászló bal felső sarka felé néz. Oldalainak aránya 1:2.
A zászlót 2001. december 18-án fogadta el az ország alkotmányozó gyűlése, de hivatalosan csak a függetlenségének kikiáltásakor, 2002. május 20-án vonták fel.
A zászló négy színe különböző jelentéssel bír. Az aranysárga az ország jólétét jelenti, a fekete az ismeretlenség leküzdésének jelképe, a sötétvörös a nemzeti felszabadulás színe, míg a fehér a békét jelenti, a csillag pedig a reményt szimbolizálja.